# Welsh Bicknor
Welsh Bicknor est une paroisse civile et un village du Herefordshire, en Angleterre.